# ジェイテクトフルードパワーシステム
株式会社ジェイテクトフルードパワーシステム（JTEKT FLUID POWER SYSTEMS CORPORATION）は、ジェイテクトグループの油圧・空気圧機器の総合メーカー。自動車部品の製造も行なっている。2022年9月30日までの社名は豊興工業株式会社（とよおきこうぎょう、TOYOOKI KOGYO Co.,Ltd.）

## 概要
油空圧機器、検査試験機、自動車部品の開発・設計・製造・販売までを一貫し行なっている。